# Tom Adams
Tom Adams (24 septembre 1931 - 11 mars 1985) est un homme politique barbadien, premier ministre de 1976 à 1985.

## Biographie
Jon Michael Geoffrey Manningham Adams est le fils de Grantley Adams. Il fait ses études secondaires au Harrison College (en), puis au Magdalen College de l'Université d'Oxford. durant ses études en Angleterre, il est membre de la section du Parti travailliste et président de la West Indian Students' Union. en 1958, il s'inscrit à Gray's Inn pour achever ses études de Droit  et travaille aussi à la BBC où il rencontre Genevieve Turner qu'il épouse en 1962. Il rentre à Barbade avec son épouse en 1963.
Dès son retour, il s'implique en politique au sein du Parti travailliste de la Barbade (BLP) que son père dirige et qui est alors dans l'opposition et dont Tom Adams devient le secrétaire en 1955. Le 3 novembre 1966, il est élu député de la paroisse de Saint Thomas. Quand son père meurt en 1971, il devient le leader du BLP, après un court intermède de Harold Bernard St. John. En 1976, il remporte les élections législatives et devient le deuxième Premier Ministre de la Barbade. Le Parti travailliste de la Barbade (BLP), a capitalisé sur le désir de la population pour un changement du parti d'Errol Barrow, le Parti travailliste démocrate, qui avait gouverné l'île depuis l'indépendance en 1966.
Au niveau international, Tom Adams se positionne comme un fidèle allié de l'administration Reagan. Cette alliance trouve sa plus grande expression lorsque Tom Adams est le promoteur du premier plan de regroupement des États des Caraïbes orientales appuyé par les États-Unis. Il remporte les élections législatives de 1981 (en) sur cette ligne pro-américaine. 
Après la fin du Gouvernement révolutionnaire populaire de la Grenade, Tom Adams est l'un des premiers soutiens des États-Unis lors de l'invasion de l'île en 1983 et ensuite de la Caribbean Basin Initiative.
Adams meurt d'un arrêt cardiaque à Ilaro Cour, la résidence officielle du Premier ministre le 11 mars 1985, devenant le premier premier ministre du pays à décéder dans l'exercice de ses fonctions. Son vice-Premier ministre, Harold Bernard St. John, lui succède alors. Adams est enterré avec son père dans la cathédrale Saint-Michel-et-Tous-les-Anges de Bridgetown.
Le bâtiment de la Banque centrale de la Barbade a été nommé The Tom Adams Financial Centre en son honneur en 1998.